# Хамидуллаев, Дониёр
Дониёр Хамидуллаев (узб. Doniyor Hamidullayev / Дониёр Ҳамидуллаев; род. 16 октября 1988, Шахрихан, Андижанская область) — узбекистанский футболист выступавший на позиции нападающего.
Брат Бахтиёр Хамидуллаев также футболист. Играл в командах «Шахрихан» и «Андижан».